# 크리켓공

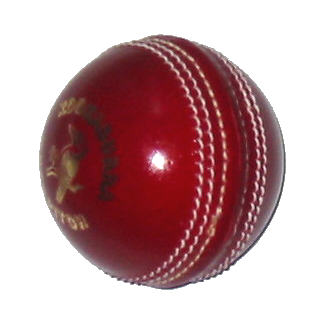
크리켓 공.

크리켓공(cricket ball)은 크리켓 경기에서 사용되는 공이다. 재질은 코르크와 가죽으로 이루어져 있으며, 퍼스트 클래스급 경기에서 사용되는 공은 그 규격이 엄격하게 통제된다. 크리켓공을 어떻게 컨트롤하느냐에 따라 공중에서의 움직임과 땅 위에서 바운드되는 경로가 조금씩 달라지게 되며, 따라서 수비팀에 있어서 크리켓공의 물리적 특성을 적절히 활용하여 경기를 펼치는 것은 효과적인 볼링을 구사하여 상대팀의 배트맨을 아웃시키기 위한 매우 중요한 요소이다. 공격팀의 배트맨은 수비팀의 볼러가 던진 공을 받아쳐 최대한 상대팀 수비수가 처리하기 어려운 곳으로 보내야 더 많은 런을 기록할 수 있다.

## 같이 보기
- 야구공